# Oxyethira matadero
Oxyethira matadero är en nattsländeart som beskrevs av Harper och Turcotte 1985. Oxyethira matadero ingår i släktet Oxyethira och familjen smånattsländor. Inga underarter finns listade i Catalogue of Life.